# Krigsåret 1969

## Pågående krig
- Inbördeskriget i Tchad (1966-1988)
- Vietnamkriget (1959-1975)[1]
  - Sydvietnam, USA, Sydkorea, Australien och Nya Zeeland på ena sidan
  - Nordvietnam, FNL och Kina på andra sidan

## Händelser

### Juli
- 14 - Fotbollskriget mellan El Salvador och Honduras inleds.
- 18 - Vapenvila i Fotbollskriget.

### September
- 3 - Ho Chi Minh, nordvietnamesisk krigsledare och president, avlider.

### Fotnoter
1. ↑  ”World Statesmen”. http://www.worldstatesmen.org/WARS.html. Läst 28 juni 2011.